# Seznam chráněných území v okrese Příbram
Toto je seznam chráněných území v okrese Příbram aktuální k roku 2024, ve kterém jsou uvedena chráněná území v oblasti okresu Příbram.
| Kód  | Obrázek                                                        | Typ  | Název                          | Rozloha (ha) | Galerie Commons                                                                      | Popis území | Souřadnice                       |
| ---- | -------------------------------------------------------------- | ---- | ------------------------------ | ------------ | ------------------------------------------------------------------------------------ | --- | -------------------------------- |
| 5953 | Součástí PP je i Velký rybník u Voznice                        | PP   | Andělské schody                | 173,24       | Kategorie „Andělské schody (natural monument)“ na Wikimedia Commons                  | Bohatá škála mokřadních, vysýchavých a suchomilných lučních společenstev doplněná zachovalými lesními společenstvy s převahou listnatých dřevin, místy s vysokým podílem jedle, stanoviště modráska očkovaného                                      | 49°49′22″ s. š., 14°13′7″ v. d.  |
| 2155 | Louka v PR Andělské schody od silnice                          | PR   | Andělské schody                | 13,25        | Kategorie „Andělské schody“ na Wikimedia Commons                                     | Ochrana a uchování komplexu dvou lesních luk s bohatým výskytem vzácných a zvláště chráněných druhů rostlin, včetně výskytu vzácných a ohrožených druhů hmyzu a plazů                                                                               | 49°49′29″ s. š., 14°13′34″ v. d. |
| 5862 |                                                                | PP   | Bezděkovský lom                | 2,0459       | Kategorie „Bezděkovský lom“ na Wikimedia Commons                                     | čolek velký, čolek obecný, čolek horský, ropucha obecná, ropucha zelená, skokan zelený, ještěrka obecná, slepýš křehký, bělolist rolní, sléz velkokvětý                                                                                             | 49°34′20″ s. š., 13°53′23″ v. d. |
| 5804 | hojné porosty blatouchů bahenních v PP Bohostice               | PP   | Bohostice                      | 8,37         | Kategorie „Bohostice (natural monument)“ na Wikimedia Commons                        | Modrásek bahenní a jeho stanoviště | 49°36′12″ s. š., 14°7′50″ v. d.  |
| 6018 | Třemošná, Malá Třemošná a Dubová hora                          | CHKO | Brdy                           | 34 499,3427  | Kategorie „CHKO Brdy“ na Wikimedia Commons                                           | Harmonicky utvářená převážně lesní krajina Brdské vrchoviny se zachovalými ekologickými funkcemi | 49°41′13″ s. š., 13°55′13″ v. d. |
| 5950 | Holubovský rybník na území PP                                  | PP   | Březnice - Oblouček            | 16,86        | Kategorie „Březnice - Oblouček“ na Wikimedia Commons                                 | Soustava rybníků obklopených mokřady s výskytem silně ohrožené kuňky obecné | 49°32′33″ s. š., 13°57′58″ v. d. |
| 6084 | Park v Dobříši                                                 | PP   | Dobříšský park                 | 37,24        | Kategorie „Dobříšský park“ na Wikimedia Commons                                      | Evropsky významná lokalita s výskytem chráněných živočichů např. páchník hnědý (Osmoderma eremita) a cenných rostlinných společenstev | 49°46′33″ s. š., 14°10′48″ v. d. |
| 5830 | Zámek Dobříš, jenž je významnou letní kolonií netopýra velkého | PP   | Dobříšský zámek                | 0,5          | Kategorie „Zámek Dobříš“ na Wikimedia Commons                                        | Letní kolonie kriticky ohroženého netopýra velkého | 49°46′55″ s. š., 14°10′45″ v. d. |
| 5951 | Dražská Koupě z dronu                                          | PP   | Dražská Koupě                  | 8,7          | Kategorie „Dražská Koupě“ na Wikimedia Commons                                       | Rybník a přilehlé mokřady s výskytem silně ohrožené kuňky obecné | 49°30′57″ s. š., 13°54′46″ v. d. |
| 2484 | Drbákov - Albertovy skály                                      | NPR  | Drbákov - Albertovy skály      | 61,03        | Kategorie „Drbákov - Albertovy skály (national nature reserve)“ na Wikimedia Commons | Společenstva skalnatých úbočí v údolí řeky Vltavy ve Středním Povltaví, tvořená přirozenými lesními společenstvy se zastoupením tisu červeného (Taxus baccata) a společenstvy skalní stepi výskytem vzácných a ohrožených druhů rostlin a živočichů | 49°43′27″ s. š., 14°22′10″ v. d. |
| 2499 | Původní brdský les                                             | PR   | Getsemanka                     | 56,64        | Kategorie „Getsemanka I. a II.“ na Wikimedia Commons                                 | Horské bučiny, olšiny a suťové lesy, reprezentativní druhy lišejníků, rostlin a živočichů | 49°35′45″ s. š., 13°45′33″ v. d. |
| 5952 | Pohled na jeden z malých rybníků na lokalitě                   | PP   | Horní a Dolní obděnický rybník | 33,93        | Kategorie „Horní a Dolní obděnický rybník“ na Wikimedia Commons                      | udržení populace kuňky obecné | 49°33′33″ s. š., 14°22′5″ v. d.  |
| 5835 | Horní solopyský rybník u Solopysk na Sedlčansku                | PP   | Horní solopyský rybník         | 20,54        | Kategorie „Horní solopyský rybník“ na Wikimedia Commons                              | udržení populace kuňky obecné | 49°39′19″ s. š., 14°23′30″ v. d. |
| 1132 | Severní okraj rezervace od silnice                             | PR   | Hradec                         | 45,92        | Kategorie „Hradec (Hřebeny)“ na Wikimedia Commons                                    | Výrazný hřbet v Hřebenech s přirozenými porosty | 49°49′19″ s. š., 14°7′5″ v. d.   |
| 124  | Skalní výchozy v PP Hřebenec                                   | PP   | Hřebenec                       | 9,76         | Kategorie „Hřebenec“ na Wikimedia Commons                                            | Vypreparovaný skalní výchoz, tvořící význačný geomorfologický prvek s porostem reliktního boru | 49°34′42″ s. š., 13°45′59″ v. d. |
|      | Vrchol Stožce                                                  | PřP  | Hřebeny                        | 18 400       | Kategorie „Natural park Brdy-Hřebeny“ na Wikimedia Commons                           | | 49°50′25″ s. š., 14°8′ v. d.     |
| 637  | Pohled na viklan tzv. Husova kazatelna                         | PP   | Husova kazatelna               | 9,07         | Kategorie „Husova kazatelna“ na Wikimedia Commons                                    | Ojedinělý viklan na Sedlčansku | 49°34′5″ s. š., 14°21′43″ v. d.  |
| 5692 | rybník Jezero tvoří ústřední část PP Jablonná - mokřad         | PP   | Jablonná - mokřad              | 13,21        | Kategorie „Jablonná - mokřad“ na Wikimedia Commons                                   | Mokřadní společenstva s výskytem obojživelníků jako kuňka obecná (Bombina bombina), čolek obecný (Triturus vulgaris), blatnice skvrnitá (Pelobates fuscus), skokan zelený (Pelophylax esculentus) a ropucha obecná (Bufo bufo)                      | 49°39′32″ s. š., 14°9′8″ v. d.   |
| 5833 | Trkovské jezero                                                | PP   | Jezera                         | 5,02         | Kategorie „Jezera (natural monument)“ na Wikimedia Commons                           | Kuňka obecná a její biotop | 49°36′16″ s. š., 14°25′27″ v. d. |
| 2249 | PR Jezero u Dublovic                                           | PR   | Jezero                         | 7,09         | Kategorie „Jezero (Dublovice)“ na Wikimedia Commons                                  | Rybník s bohatým výskytem vzácných a zvláště chráněných druhů hmyzu, obojživelníků, plazů a ptáků, dále k ochraně významného hnízdiště ptactva a ochraně biodiverzity společenstev v krajině                                                        | 49°40′46″ s. š., 14°21′43″ v. d. |
| 5661 | PP Jezírko u Dobříše                                           | PP   | Jezírko u Dobříše              | 4,20         | Kategorie „Jezírko u Dobříše (natural monument)“ na Wikimedia Commons                | Defilé slabě regionálně metamorfovaných mořských sedimentů svrchnoproterozoického stáří (střídání prachovců, drob a břidlic) s ukázkově vyvinutými výchozy dobříšských slepenců; ochrana společenstev rostlin a živočichů i jednotlivých druhů      | 49°46′13″ s. š., 14°9′52″ v. d.  |
| 6241 | skály na Kloboučku                                             | PR   | Klobouček                      | 26,1967      | Kategorie „Klobouček (nature reserve)“ na Wikimedia Commons                          | Mrazový srub se skalní věží a sutí a ekosystémy druhově bohatých suťových lesů, bučin, olšin a smilkového trávníku | 49°42′21″ s. š., 13°55′2″ v. d.  |
| 6228 | skály na vrcholku Koníčka                                      | PR   | Koníček                        | 32,6513      | Kategorie „Koníček (nature reserve)“ na Wikimedia Commons                            | Komplex zachovalých suťových lesů a bučin, břidlicové výchozy s fosilní faunou a slepencové skalní útvary v hřebenové linii | 49°46′9″ s. š., 13°56′33″ v. d.  |
| 186  | Kosova Hora (přírodní památka)                                 | PP   | Kosova Hora                    | 16,38        | Kategorie „Kosova Hora (přírodní památka)“ na Wikimedia Commons                      | Naleziště kručinečky křídlaté (Genista sagittalis) | 49°38′49″ s. š., 14°28′57″ v. d. |
| 200  | Kuchyňka v zimě                                                | PR   | Kuchyňka                       | 21,1842      | Kategorie „Kuchyňka (Brdy)“ na Wikimedia Commons                                     | Typický brdský suťový porost | 49°47′11″ s. š., 14°4′31″ v. d.  |
| 6265 | PP Licitanta v závěru dubna 2024                               | PP   | Licitanta                      | 2,7036       | Kategorie „Licitanta“ na Wikimedia Commons                                           | Svažitá a silně podmáčená rašelinná a prameništní louka s výskytem vzácných a chráněných rostlin a hub | 49°44′10″ s. š., 13°56′53″ v. d. |
| 6173 | západnější díl chráněného území                                | PP   | Louky u Drahlína               | 13,0004      | Kategorie „Louky u Drahlína“ na Wikimedia Commons                                    | Modrásek očkovaný (Maculinea teleius) a modrásek bahenní (Maculinea nausithous) | 49°43′56″ s. š., 13°57′32″ v. d. |
| 1979 | Na horách                                                      | PP   | Na horách                      | 4,76         | Kategorie „Na horách (natural monument)“ na Wikimedia Commons                        | Ochrana fytogeograficky významné, rozsáhlé a velmi bohaté lokality koniklece lučního (Pulsatilla pratensis), vstavače obecného (Orchis morio), jalovce obecného (Juniperus communis) a jiné místní flóry                                            | 49°48′8″ s. š., 13°57′10″ v. d.  |
| 267  | Bukojedlový porost v PR Na skalách                             | PR   | Na skalách                     | 23,31        | Kategorie „Na skalách (nature reserve)“ na Wikimedia Commons                         | Bukojedlový porost | 49°36′19″ s. š., 13°46′34″ v. d. |
| 5660 | Pařezitý rybník u Svatého pole                                 | PP   | Pařezitý                       | 10,32        | Kategorie „Pařezitý (natural monument)“ na Wikimedia Commons                         | Zachovalý komplex litorálních porostů rybníka a navazujících mokřadních stanovišť, sloužících jako hnízdiště řady chráněných a ohrožených druhů ptáků a cenných bohatým zastoupením obojživelníků a bezobratlých živočichů                          | 49°45′32″ s. š., 14°11′ v. d.    |
|      | Přírodní park Petrovicko - u Husovy kazatelny                  | PřP  | Petrovicko                     | 2 318        | Kategorie „Nature park Petrovicko“ na Wikimedia Commons                              | | 49°32′57″ s. š., 14°21′23″ v. d. |
| 5805 | PP Rožmitál pod Třemšínem                                      | PP   | Rožmitál pod Třemšínem         | 54,43        | Kategorie „Přírodní památka Rožmitál pod Třemšínem“ na Wikimedia Commons             | Čolek velký a jeho biotop | 49°35′1″ s. š., 13°52′11″ v. d.  |
| 6121 | pohled na chráněný rybník od západu                            | PP   | Rybník Starý u Líchov          | 3,07         | Kategorie „Rybník Starý u Líchov“ na Wikimedia Commons                               | Kuňka ohnivá a její biotop | 49°41′33″ s. š., 14°19′26″ v. d. |
| 5705 | rybník Lazy v dubnu 2024                                       | PP   | Rybník Vočert a Lazy           | 22,99        | Kategorie „Rybník Vočert a Lazy“ na Wikimedia Commons                                | Soustava dvou rybníků a mělké vodní nádrže s hojným výskytem kuňky obecné a dalšími druhy obojživelníků | 49°31′16″ s. š., 13°47′12″ v. d. |
| 6266 | Chráněná stráňka v říjnu 2024                                  | PP   | Stráň u Hrabří                 | 0,48         | Kategorie „Stráň u Hrabří“ na Wikimedia Commons                                      | Biotop a populace vstavače kukačky | 49°37′55″ s. š., 14°21′29″ v. d. |
| 5720 | Vstup do štoly                                                 | PP   | Štola Jarnice                  | 3,03         | Kategorie „Štola Jarnice“ na Wikimedia Commons                                       | Chráněné podzemní prostory, kde zimuje vrápenec malý (Rhinolophus hipposideros) | 49°35′10″ s. š., 14°20′15″ v. d. |
| 451  | PP Třemešný vrch                                               | PP   | Třemešný vrch                  | 2,07         | Kategorie „Třemešný vrch“ na Wikimedia Commons                                       | Bohaté naleziště lýkovce jedovatého (Daphne mezereum) | 49°34′31″ s. š., 13°48′24″ v. d. |
|      | Třemšínsko                                                     | PřP  | Třemšín                        | 11 200       | Kategorie „Nature park Třemšín“ na Wikimedia Commons                                 | | 49°31′56″ s. š., 13°50′9″ v. d.  |
| 5834 | Vodní plocha na lokalitě                                       | PP   | Vápenické jezero               | 8,58         | Kategorie „Vápenické jezero“ na Wikimedia Commons                                    | udržení populace kuňky obecné | 49°37′4″ s. š., 14°25′2″ v. d.   |
| 6030 | Raputovský rybník v dubnu 2024                                 | PP   | Velký Raputovský rybník        | 12,03        | Kategorie „Velký Raputovský rybník“ na Wikimedia Commons                             | Rybník a přilehlé rašelinné louky s výskytem čolka velkého a kuňky obecné | 49°31′54″ s. š., 13°50′26″ v. d. |
| 2068 | Východy kambrických hornin v PP Vinice                         | PP   | Vinice                         | 43,18        | Kategorie „Vinice (natural monument)“ na Wikimedia Commons                           | Cenný stratigrafický profil s bohatými nálezy kambrické fauny, především trilobitů | 49°47′11″ s. š., 13°59′18″ v. d. |
| 638  | Vrškámen                                                       | PP   | Vrškámen                       | 0,08         | Kategorie „Vrškámen“ na Wikimedia Commons                                            | Selektivní zvětrávání žuly | 49°33′7″ s. š., 14°20′42″ v. d.  |
| 1136 | Oblast PR Vymyšlenská pěšina                                   | PR   | Vymyšlenská pěšina             | 76,46        | Kategorie „Vymyšlenská pěšina“ na Wikimedia Commons                                  | Ochrana komplexu přirozených ekosystémů skalnatých svahů Středního Povltaví s charakteristickou květenou a zvířenou | 49°44′45″ s. š., 14°21′47″ v. d. |
| 6237 | suťové lesy na Vystrkově s vyhlídkou na okolní brdské kopce    | PP   | Vystrkov                       | 55,24        | Kategorie „Vystrkov (natural monument, Příbram District)“ na Wikimedia Commons       | Lesní společenstva, společenstva suchých trávníků a paleontologická lokalita | 49°46′38″ s. š., 13°57′45″ v. d. |